# Limnoriidae
Limnoriidae — семейство отряда равноногих ракообразных (Isopoda). Насчитывает около 55 видов, объединённых в три рода. Это в основном маленькие белые ракообразные длиной от одного до четырёх миллиметров, но вид Limnoria stephenseni из субантарктических вод достигает 10 мм в длину.

## Распространение и местообитания
Paralimnoria встречаются в тропиках, а также имеет больше остальных плезиоморфных характерных черт. Lynseia известен лишь из Австралии, тогда как Limnoria распространён в большей части всех морей.

## Систематика
К семейству относят 3 рода, Paralimnoria (два развивающихся в древесине вида), Limnoria (28 развивающихся в древесине видов, 20 развивающихся среди водорослей видов и 3 развивающихся среди водяной травы вида) и Lynseia (3 вида среди водяной травы).

## Экология
Некоторые особи видов, питающихся древесиной, живут на водорослях и питаются ими, но большинство поселяется на деревянных сваях пристаней и стоящих у причала деревянных судах. Они едят древесину мягких летних слоёв, не трогая более твёрдые зимние. Выгрызая червоточины больше величины своего тела, они следуют по летним слоям. При сильном поражении на 1 см2 поверхности древесины насчитывается 12—15 отверстий, ведущих в ходы лимнорий. Источенная рачками поверхность сваи становится рыхлой, губчатой, иногда свая истончается и требует замены.
Летом и осенью у лимнории появляется потомство. Вылезая из ходов, молодые рачки быстро плавают спиной вниз, но не удаляются от места своего рождения больше, чем на 1 м. Расселение лимнорий на большие расстояния происходит пассивно, при переносе течением заражённых кусков дерева.